# 56. ceremonia wręczenia nagród Brytyjskiej Akademii Filmowej
56. ceremonia rozdania nagród Brytyjskiej Akademii Sztuk Filmowych i Telewizyjnych miała miejsce 23 lutego 2003 roku. Najwięcej statuetek (3) otrzymał film Władca Pierścieni: Dwie wieże.

## Nominacje
Laureaci oznaczeni są wytłuszczeniem

### Najlepszy film
- Roman Polański, Robert Benmussa, Alain Sarde – Pianista
- Martin Richards – Chicago
- Alberto Grimaldi, Harvey Weinstein – Gangi Nowego Jorku
- Scott Rudin, Robert Fox – Godziny
- Barrie M. Osborne, Fran Walsh, Peter Jackson – Władca Pierścieni: Dwie wieże

### Najlepszy brytyjski film – Nagroda im. Aleksandra Kordy
- Bertrand Faivre, Asif Kapadia – Wojownik
- Deepak Nayar, Gurinder Chadha – Podkręć jak Beckham
- Tracey Seaward, Robert Jones, Stephen Frears – Niewidoczni
- Scott Rudin, Robert Fox – Godziny
- Frances Higson, Peter Mullan – Siostry magdalenki

### Najlepszy film zagraniczny
- Agustín Almodóvar, Pedro Almodóvar – Porozmawiaj z nią, Hiszpania
- Andrea Barata Ribeiro, Mauricio Andrade Ramos, Fernando Meirelles – Miasto Boga, Brazylia/Francja
- Bharat S. Shah, Sanjay Leela Bhansali – Devdas, Indie
- Bertrand Faivre, Asif Kapadia – Wojownik, Francja/Niemcy
- Jorge Vergara, Alfonso Cuarón – I twoją matkę też, Meksyk

### Najlepszy reżyser – Nagroda im. Davida Leana
- Roman Polański – Pianista
- Stephen Daldry – Godziny
- Peter Jackson – Władca Pierścieni: Dwie wieże
- Rob Marshall – Chicago
- Martin Scorsese – Gangi Nowego Jorku

### Najlepszy aktor
- Daniel Day-Lewis – Gangi Nowego Jorku
- Adrien Brody – Pianista
- Nicolas Cage – Adaptacja
- Michael Caine – Spokojny Amerykanin
- Jack Nicholson – Schmidt

### Najlepsza aktorka
- Nicole Kidman – Godziny
- Halle Berry – Czekając na wyrok
- Salma Hayek – Frida
- Meryl Streep – Godziny
- Renée Zellweger – Chicago

### Najlepszy aktor drugoplanowy
- Christopher Walken – Złap mnie, jeśli potrafisz
- Chris Cooper – Adaptacja
- Ed Harris – Godziny
- Alfred Molina – Frida
- Paul Newman – Droga do zatracenia

### Najlepsza aktorka drugoplanowa
- Catherine Zeta-Jones – Chicago
- Toni Collette – Był sobie chłopiec
- Queen Latifah – Chicago
- Julianne Moore – Godziny
- Meryl Streep – Adaptacja

### Najlepszy scenariusz adaptowany
- Charlie Kaufman, Donald Kaufman – Adaptacja
- Peter Hedges, Chris Weitz, Paul Weitz – Był sobie chłopiec
- David Hare – Godziny
- Ronald Harwood – Pianista
- Jeff Nathanson – Złap mnie, jeśli potrafisz

### Najlepszy scenariusz oryginalny
- Pedro Almodóvar – Porozmawiaj z nią
- Jay Cocks, Steven Zaillian, Kenneth Lonergan – Gangi Nowego Jorku
- Carlos Cuarón, Alfonso Cuarón – I twoją matkę też
- Steven Knight – Niewidoczni
- Peter Mullan – Siostry magdalenki

### Najlepsza muzyka – Nagroda im. Anthony’ego Asquita
- Philip Glass – Godziny
- Danny Elfman, John Kander, Fred Ebb – Chicago
- Howard Shore – Gangi Nowego Jorku
- Wojciech Kilar – Pianista
- John Williams – Złap mnie, jeśli potrafisz

### Najlepsze zdjęcia
- Conrad L. Hall – Droga do zatracenia (pośmiertnie)
- Dion Beebe – Chicago
- Michael Ballhaus – Gangi Nowego Jorku
- Andrew Lesnie – Władca Pierścieni: Dwie wieże
- Paweł Edelman – Pianista

### Najlepszy montaż
- Daniel Rezende – Miasto Boga
- Martin Walsh – Chicago
- Thelma Schoonmaker – Gangi Nowego Jorku
- Peter Boyle – Godziny
- Michael Horton, Jabez Olssen – Władca Pierścieni: Dwie wieże

### Najlepsza scenografia
- Dennis Gassner – Droga do zatracenia
- John Myhre – Chicago
- Dante Ferretti – Gangi Nowego Jorku
- Stuart Craig – Harry Potter i Komnata Tajemnic
- Grant Major – Władca Pierścieni: Dwie wieże

### Najlepsze kostiumy
- Ngila Dickson, Richard Taylor – Władca Pierścieni: Dwie wieże
- Mary Zophres – Złap mnie, jeśli potrafisz
- Colleen Atwood – Chicago
- Julie Weiss – Frida
- Sandy Powell – Gangi Nowego Jorku

### Najlepsza charakteryzacja i fryzury
- Judy Chin, Beatrice De Alba, John E. Jackson, Regina Reyes – Frida
- Jordan Samuel, Judi Cooper-Sealy – Chicago
- Manlio Rocchetti, Aldo Signoretti – Gangi Nowego Jorku
- Ivana Primorac, Conor O’Sullivan, Jo Allen – Godziny
- Peter Owen, Peter King, Richard Taylor – Władca Pierścieni: Dwie wieże

### Najlepszy dźwięk
- Michael Minkler, Dominick Tavella, David Lee, Maurice Schell – Chicago
- Tom Fleischman, Ivan Sharrock, Eugene Gearty, Philip Stockton – Gangi Nowego Jorku
- Randy Thom, Dennis Leonard, John Midgley, Ray Merrin, Graham Daniel, Rick Kline – Harry Potter i Komnata Tajemnic
- Ethan Van der Ryn, David Farmer, Mike Hopkins, Hammond Peek, Christopher Boyes, Michael Semanick, Michael Hedges – Władca Pierścieni: Dwie wieże
- Jean-Marie Blondel, Dean Humphreys, Gérard Hardy – Pianista

### Najlepsze efekty specjalne
- Joe Letteri, Jim Rygiel, Randall William Cook, Alex Funke – Władca Pierścieni: Dwie wieże
- R. Bruce Steinheimer, Michael Owens, Edward Hirsh, Jon Alexander – Gangi Nowego Jorku
- Jim Mitchell, Nick Davis, John Richardson, Bill George, Nick Dudman – Harry Potter i Komnata Tajemnic
- Scott Farrar, Michael Lantieri, Nathan McGuinness, Henry LaBounta – Raport mniejszości
- John Dykstra, Scott Stokdyk, John Frazier, Anthony LaMolinara – Spider-Man

### Nagroda Carla Foremana
(dla debiutujących reżyserów, scenarzystów i producentów)
- Asif Kapadia – Wojownik (reżyser/współscenarzysta)
- Duncan Roy – Spryciarz, kłamstwa podobne są do życzeń (reżyser/scenarzysta)
- Simon Bent – Christie Malry's Own Double-Entry (scenarzysta)
- Lucy Darwin – Zagubiony w La Manchy (producent)

### Nagroda publiczności
- Władca Pierścieni: Dwie wieże

## Podsumowanie
Laureaci

Nagroda / Nominacja
- 3 / 11 – Władca Pierścieni: Dwie wieże
- 2 / 2 – Porozmawiaj z nią
- 2 / 3 – Droga do zatracenia
- 2 / 3 – Wojownik
- 2 / 7 – Pianista
- 2 / 11 – Godziny
- 2 / 12 – Chicago
- 1 / 2 – Miasto Boga
- 1 / 3 – Złap mnie, jeśli potrafisz
- 1 / 4 – Adaptacja
- 1 / 4 – Frida
- 1 / 12 – Gangi Nowego Jorku

Przegrani
- 0 / 2 – Był sobie chłopiec
- 0 / 2 – Niewidoczni
- 0 / 2 – Siostry magdalenki
- 0 / 3 – Harry Potter i Komnata Tajemnic